# Internationale Theologische Sommerakademie
Die Internationale Theologische Sommerakademie ist eine seit 1989 jährlich stattfindende Theologenkonferenz in Aigen-Schlägl in Oberösterreich. Ihr Ziel ist, aktuelle wie grundlegende Fragestellungen und Probleme der katholischen Theologie mit klarer Rückbindung an das Lehramt der Kirche zu behandeln und darzulegen. Gegenwärtig werden die Tagungen von Helmut Prader und dem Linzer Priesterkreis sowie der Kardinal-Scheffczyk-Gesellschaft e. V. organisiert.

## Geschichte
Die Initiative zur Gründung einer theologischen Sommerakademie ging vom Linzer Diözesanpriester Franz Breid aus, der 1989 gemeinsam mit dem als konservativ geltenden „Linzer Priesterkreis“ die erste Tagung in Aigen veranstaltete. Als Kongressthema rückte die Neuevangelisierung als Weg zur Wiedergewinnung für ein lebendiges Christentum in den Fokus. Die theologische Grundausrichtung der folgenden Veranstaltungen wurde wesentlich durch den langjährigen Referenten und Spiritus rector Leo Scheffczyk sowie den Beirat der Akademie geprägt, dem gegenwärtig der Kurator des Scheffczyk-Zentrums Johannes Nebel angehört. Durch die Öffnung des Eisernen Vorhangs und die Lage Aigens im tschechisch-deutschen Grenzgebiet wurde die Teilnahme  internationaler Vortragenden begünstigt. Während der ersten Sommerakademie referierten unter anderen: Leo Scheffczyk, Alfons Maria Stickler, Walter Brandmüller, Anton Ziegenaus sowie die Bischöfe Klaus Küng und Kurt Krenn.
Zwischen 1990 und 2000 verzeichnet die Referentenliste eine verstärkte Teilnahme katholischer Theologen aus Osteuropa; darunter: Tadeusz Styczeń, Anton Štrukelj, Antonín Liška, László Paskai sowie der ehemalige tschechoslowakische Untergrundbischof Paul Hnilica. 
Von 1989 bis 2013 war Franz Breid Organisator der Sommerakademie. Seit 2014 werden die Tagungen von Helmut Prader verantwortet, der zugleich Institutsvorstand für Moraltheologie an der Philosophisch-Theologischen Hochschule Benedikt XVI. in Heiligenkreuz ist.
Die Erträge der Sommerakademie sind in den seit 1989 erscheinenden Konferenzschriften zugänglich. Seit 2022 kann an der Tagung auch per Livestream teilgenommen werden. Seit 2023 ist die Kardinal-Scheffczyk-Gesellschaft e. V. Mitveranstalter. 

## Bisherige Themen
- 1989: Neue Wege zur Wiedergewinnung lebendigen Christentums. Neuevangelisierung
- 1990: Der Dienst von Priester und Laie. Wegweisung für das gemeinsame und hierarchische Priestertum an der Wende zum dritten Jahrtausend
- 1991: Buße – Umkehr – Formen der Vergebung
- 1992: Die Letzten Dinge
- 1993: Kirche und Wahrheit
- 1994: Gottes Schöpfung
- 1995: Maria in Lehre und Leben der Kirche
- 1996: Die Kirchenkrise
- 1997: Die heilige Liturgie
- 1998: Kirche und Recht
- 1999: Beten alle zum selben Gott?
- 2000: Der eine und dreifaltige Gott als Hoffnung des Menschen zur Jahrtausendwende
- 2001: Der Mensch als Gottes Ebenbild: Christliche Anthropologie
- 2002: Leben angesichts des Todes
- 2003: Die Pforten der Hölle werden sie nicht überwältigen
- 2004: Ehe und Familie
- 2005: Die Heilige Eucharistie
- 2006: Werk und Vermächtnis Papst Johannes Pauls II.
- 2007: Heilung an Seele und Leib durch Christus und die Kirche
- 2008: Europa und das Christentum
- 2009: Glaubenskrise und Seelsorge - Wie geht es mit der Seelsorge weiter?
- 2010: Der Heilige Geist und sein Wirken
- 2011: Wer euch hört, der hört mich. Zum Verhältnis von Offenbarung, Heiliger Schrift, Tradition und Lehramt
- 2012: Wenn der Herr einst wiederkommt
- 2013: Christus: Gestern, heute und in Ewigkeit
- 2014: Als Mann und Frau schuf er sie: Die Herausforderung der Gender-Ideologie
- 2015: Gott - Vater
- 2016: Das Heilige und die Gottesfurcht
- 2017: 100 Jahre Fatima: Der theologische Gehalt der Botschaften anerkannter Marienerscheinungen
- 2018: 50 Jahre Enzyklika Humanæ vitæ
- 2019: Bewahren und Erneuern – Anstöße zu einem katholischen Profil
- 2020: wegen Corona-Pandemie abgesagt

## Liste der Referenten (in Auswahl)
- Walter Brandmüller
- Peter Christoph Düren
- Hanna-Barbara Gerl-Falkovitz
- Stephan Kampowski
- Klaus Küng
- Kurt Krenn
- Andreas Laun
- Wolfgang Ockenfels
- Leo Scheffczyk
- Richard Schenk
- Donato Squicciarini
- Alfons Maria Stickler
- Gerhard Maria Wagner
- Michael Waldstein
- Karl Wallner
- Andreas Wollbold
- Anton Ziegenaus

## Liste der Festprediger (in Auswahl)
- 1991: Joseph Ratzinger[6]
- 1992: Marian Jaworski[7]
- 1993: Christoph Schönborn[8]
- 1994: Georg Eder
- 1999: Joachim Meisner[9]
- 2002: Kurt Krenn[10]
- 2003: Egon Kapellari und Leo Scheffczyk[11]
- 2005: Alois Schwarz[12]
- 2006: Ludwig Schwarz[13]
- 2007: Wilhelm Schraml[14]
- 2011: Klaus Küng[15]
- 2016: Athanasius Schneider[16] und Manfred Scheuer[17]
- 2018: Mieczyslaw Mokrzycki[18]
- 2019: Maximilian Aichern[19]

## Veröffentlichungen (in Auswahl)
- Helmut Prader (Hrsg.): 50 Jahre Enzyklika "Humanae vitae". Referate der "Internationalen Theologischen Sommerakademie 2018" des Linzer Priesterkreises in Aigen/M. Christiana-Verlag, Kisslegg-Immenried 2019, ISBN 978-3-7171-1313-3.
- Helmut Prader (Hrsg.): 100 Jahre Fatima : der theologische Gehalt der Botschaften anerkannter Marienerscheinungen. Referate der "Internationalen Theologischen Sommerakademie 2017" des Linzer Priesterkreises in Aigen/M. Christiana-Verlag, Kisslegg-Immenried 2018, ISBN 978-3-7171-1301-0.
- Helmut Prader (Hrsg.): Das Heilige und die Gottesfurcht. Referate der "Internationalen Theologischen Sommerakademie 2016" des Linzer Priesterkreises in Aigen/M. Christiana-Verlag, Kisslegg-Immenried 2017, ISBN 978-3-7171-1282-2.
- Helmut Prader (Hrsg.): Gott - Vater. Referate der "Internationalen Theologischen Sommerakademie 2015" des Linzer Priesterkreises in Aigen/M. Christiana-Verlag, Kisslegg-Immenried 2016, ISBN 978-3-7171-1261-7.
- Franz Breid (Hrsg.): Neue Wege zur Wiedergewinnung lebendigen Christentums. Neuevangelisierung, Referate der Theologischen Sommerakademie 1989 des Linzer Priesterkreises. EOS-Verlag, St. Ottilien 1990, ISBN 3-88096-693-1.